# Verdaguer (metrostation)
Verdaguer is een metrostation van de metro van Barcelona en wordt aangedaan door lijn 4 en lijn 5. Het station ligt in het district Eixample. Dit station is vernoemd naar de Catalaanse dichter Jacint Verdaguer.
De halte aan lijn 5 is geopend in 1970, als Diagonal wordt verbonden met Sagrera. De opening van het station aan lijn 4 was in 1973 toen die lijn werd verlengd vanaf Urquinaona richting Joanic. In de beginjaren had lijn 4 geen eigen ingang en kon vanaf de straat alleen bereikt worden via de ingangen van lijn 5. In beide haltes, verbonden door een gang van een krappe 100 meter, worden de sporen van de twee richtingen gescheiden door een muur. Tot 1982 werd dit station General Mola genoemd, naar Emilio Mola die een grote symbolische waarde had voor het Franquistische regime. Verdaguer heeft ingangen vanaf Carrer de Provença, Avinguda Diagonal, Carrer de Girona en Passeig de Sant Joan. 

## Omgeving
De volgende plekken zijn bereikbaar via dit station:
- Passeig de Sant Joan